# 三川内焼

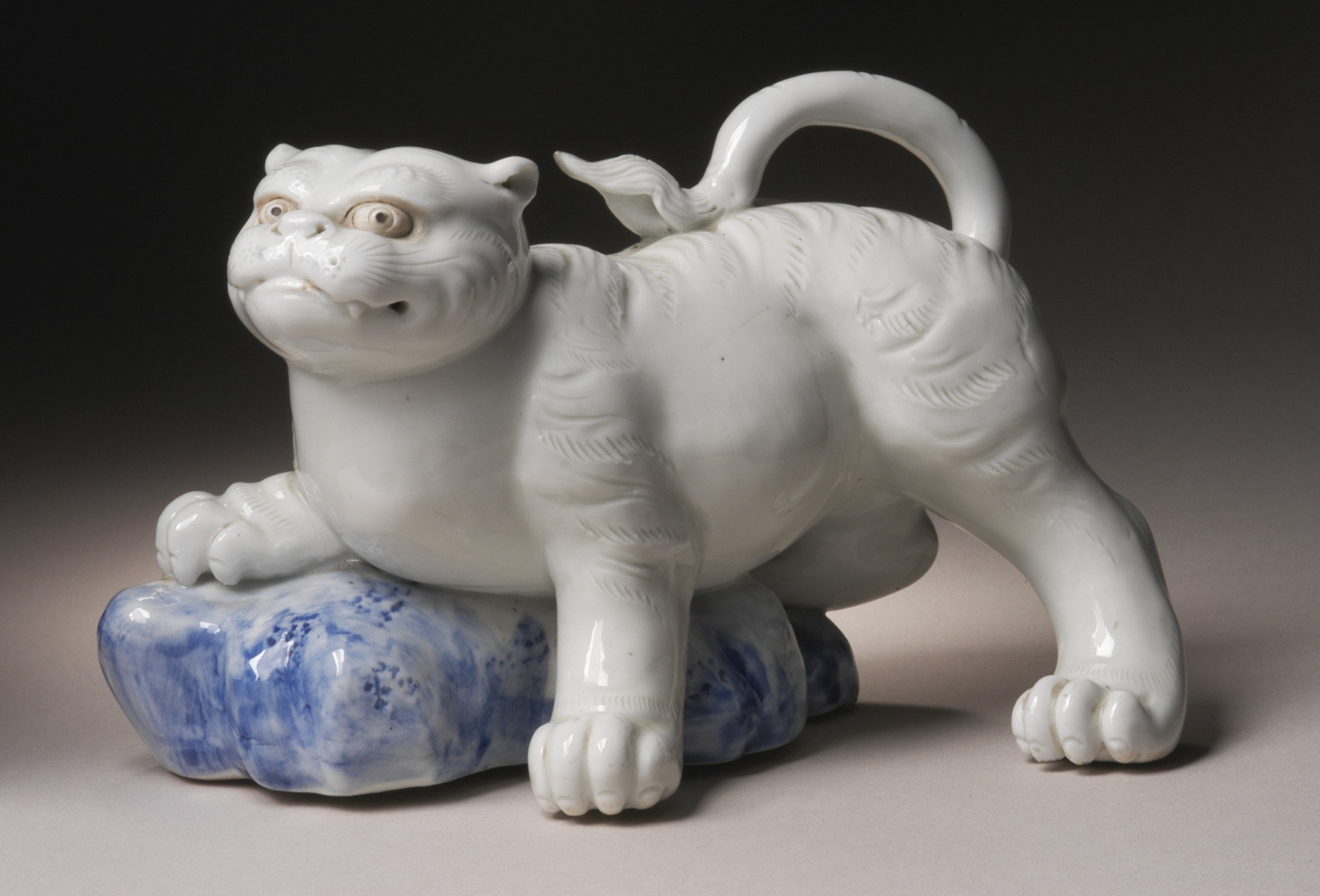
三川内焼の置物

三川内焼（みかわちやき）は、長崎県佐世保市の三川内地域で生産される陶磁器である。肥前陶磁器のひとつ。平戸焼（ひらどやき）ともいう。昭和53年（1978年）に経済産業大臣指定伝統的工芸品の認証を受けている（認証番号14-119）。現在14の窯元がある。針尾島の網代陶石と肥後天草陶石を用いた白磁へ、藍色で絵付けされた物に代表される。

## 歴史
豊臣秀吉が起こした朝鮮の役が終結した際、各地の大名は朝鮮の陶工を連れ帰った。平戸藩藩主である松浦鎮信も多くの陶工を連れ帰った。慶長3年（1598年）、巨関（こせき）という陶工は、帰化して今村姓を名乗った後、平戸島中野村の中野窯で藩主の命により最初の窯入れをした。この中野焼が三川内焼の始まりといわれている。同じく朝鮮から来た陶工の高麗媼は、中里茂左衛門のもとに嫁いだ後、元和8年（1622年）に三川内地域へ移住した。また、巨関は1622年ごろ、中野村に陶土がなくなったために陶土を求め、息子の今村三之丞と共に藩内を転々とし、寛永14年（1637年）、最後に行き着いたのが三川内である。その後、慶安3年（1650年）に中野村の陶工が、平戸藩により三川内に移された。
平戸藩では、隣接する佐賀藩の伊万里焼に匹敵する美術的な磁器を産出していたとされる。じっさい、近世期には、平戸藩から将軍家や朝廷･公家などへ盛んに平戸焼が献上されていた。デンマークの美術史家で、デンマーク工芸博物館やヒアシュプロング美術館の館長を務めたエミール・ハノーヴァー（1864-1923）は、著書の中で以下のように称賛している。
しかし近代に入ると、有田焼（旧伊万里焼）の名声が高まったのにたいし、三川内焼は知名度という点でも美術的な評価という点でも後塵を拝するようになってしまった。

## 代表作品

### 唐子絵

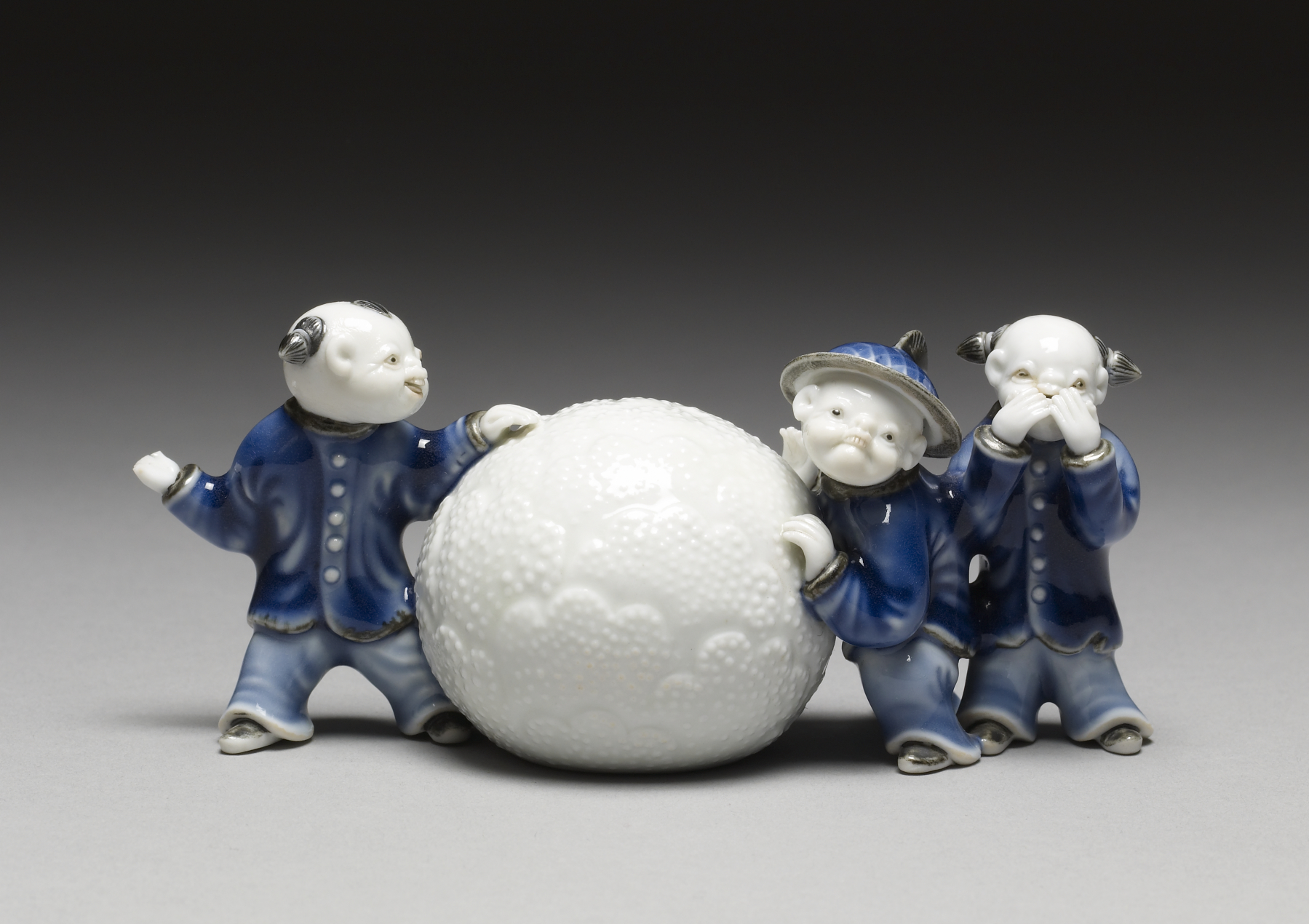
雪玉を作っている3人の唐子を描いた筆置き

唐の子どもたち、すなわち唐子（からこ）が唐扇を持ち、松の木の下で牡丹に飛ぶ蝶と戯れている様子が描かれている。当時は、描かれた唐子の人数によって用途が異なっており、7人唐子は将軍家や朝廷への献上品で献上唐子とよばれ、5人唐子は公家衆と大名家、3人唐子は一般大衆用とされた。なお、三川内焼400周年の際にそれを記念して400人唐子の大皿が製作されており、三川内焼美術館で見ることができる。

### 透かし彫り
彫刻で、金属・木・石などの薄板を打ち抜いて模様をあらわす技法。また、その彫刻したもの。欄間の彫刻、刀剣の鍔（つば）などに見られる。その他色々な焼き物などで使われる技法として有名である。香炉や多宝塔などの作品がある。

### 置上（浮き彫り）
江戸中期（1680年頃）より三川内で完成された技法で、土を少しずつ筆先にのせ盛り上げてレリーフを施した文様（土を置いて上げる技法から、そう呼ばれている）。海外でも注目され、西洋磁器の中で最高の技法であるパテ・シュール・パテ（天使の技法）へと発展した。他産地の作品の多くはレリーフの部分が割れたり剥がれたりしているが、三川内の物は一体化しており、その技術の高さが窺い知れる。

### 卵殻手（エッグシェル・薄胎）
その名が示す通り、光を通すほど薄く
1. 針尾島の網代陶石のみを使用
2. 手作りで成型
3. 起こし焼きで焼成したものでなければならない

「箸より軽い茶碗を」という藩命で、相神浦（相浦）出自の池田安次郎らが完成させた。輸出先のヨーロッパでもエッグシェルと呼ばれ人気を博す。第二次大戦後、製作が途絶えていたが、平成18年に平戸藤祥窯が復元。皇室に献上され、著名人にも贈られた 。

## 市
- 三川内焼陶器市（10月）

## 三川内の子供たち
三川内小学校、三川内中学校では毎年焼き物（陶器）を作っている。特に、三川内中学校には登り窯があり、焼き物には馴染み深い土地柄であることがうかがえる。